# Герана
Герана је у грчкој митологији била једна од Пигмеја.

## Митологија
Била је жена из племена Пигмеја, супруга њиховог краља Никодама, са којим је имала сина Мопса. Међу Пигмејима је била поштована због своје изузетне лепоте, али је зато презрела богове, посебно Артемиду и Херу. Оне су јој се осветиле тако што су је претвориле у ждрала. У том облику, она је обитавала на месту где је њен син живео, све док је нису убили Пигмеји. Према Антонину Либералу, то је био почетак сукоба између ждралова и Пигмеја.